# Bruce Ackerman

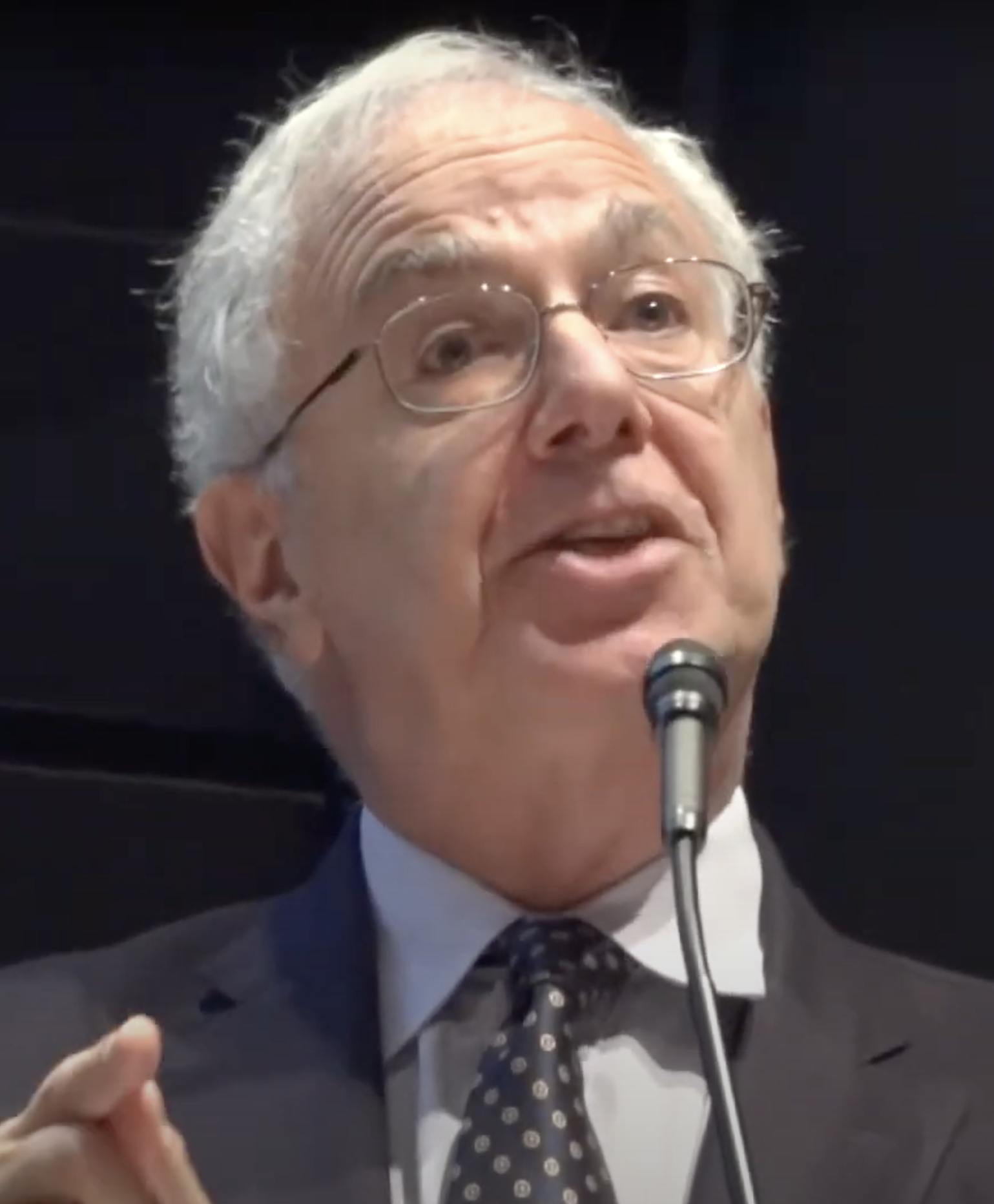
Bruce Ackerman en 2017.

Bruce Ackerman (Nueva York, 19 de agosto de 1943) es un reconocido académico de derecho constitucional estadounidense, de teoría política y teoría constitucional comparada. Es profesor de derecho y ciencias políticas en la Universidad de Yale y uno de los juristas más citados de Estados Unidos. Fue, en particular, el impulsor del Fondo Fiduciario para la Infancia, establecido en 2003 por el gobierno británico de Tony Blair, una medida inspirada en la idea de la renta básica. En 2010, la revista Foreign Policy lo nombró uno de los 100 pensadores globales más destacados.
En 2010 escribió sobre sus temores por «la amenaza que representa la transformación de la Casa Blanca en una plataforma para el extremismo carismático y la anarquía burocrática», que, según David Stasavage, «a juicio de muchos, eso es precisamente lo que ocurrió pocos años después».

## Obras en español
- Del realismo al constructivismo jurídico, Barcelona, Ariel, 1988.
- La justicia social en el estado liberal (Social justice in the liberal state, 1980), Madrid, Centro de Estudios Constitucionales, 1993.
- El futuro de la revolución liberal (The future of liberal revolution, 1992), Barcelona, Ariel, 1995.
- La política del diálogo liberal, Barcelona, Gedisa, 1999.
- La nueva división de poderes, México, Fondo de Cultura Económica, 2005.
- Antes de que nos ataquen de nuevo (Before the next attack, 2006), Barcelona, Península, 2007.
- Repensando la distribución del ingreso: el ingreso básico ciudadano como alternativa para un capitalismo más igualitrio, Bogotá, Siglo del Hombre Editores, 2008.
- La Constitución viviente, Madrid, Marcial Pons, 2011.
- We the people I. Fundamentos de la historia constitucional estadounidense (We the people I, 1991), Madrid, Traficantes de Sueños, 2015.
- We the people II. Transformaciones (We the people II, 1998), Madrid, Traficantes de sueños, 2017.